# Storia della follia nell'età classica
Storia della follia nell'età classica (titolo orig. Folie et Déraison. Histoire de la folie à l'âge classique) è la tesi di dottorato e la prima opera importante dello storico e filosofo francese Michel Foucault, pubblicata nel 1961. Studia l'evoluzione dell’idea e del significato di follia nella cultura, nelle leggi, nella politica, nella filosofia e nella medicina d'Europa - dal Medioevo fino alla fine del XVIII secolo, oltreché una critica dell'idea di Storia e del metodo storico. La seconda edizione riveduta, apparsa nel 1972, abbandona il titolo principale in favore del solo sottotitolo.
Sebbene utilizzi il linguaggio della fenomenologia per descrivere l'influenza delle strutture sociali nella storia del Totalmente Altro dei pazzi nella società, l'opera costituisce il progresso filosofico di Foucault dalla fenomenologia verso qualcosa di simile allo strutturalismo (un'etichetta che Foucault stesso rifiutò sempre categoricamente).
Foucault trasse ispirazione dai suoi primi lavori nel campo della psicologia, dalle proprie difficoltà psicologiche personali e da esperienze professionali lavorando in un ospedale psichiatrico. Scrisse il libro tra il 1955 e il 1959, quando ricoprì incarichi culturali, diplomatici ed educativi in Polonia e Germania, nonché in Svezia come direttore di un centro culturale francese presso l'Università di Uppsala. Egli traccia l'evoluzione culturale del concetto di insanità mentale in tre fasi: il Rinascimento, l'Età Classica, l'Era Moderna.

## Idee principali
(Michel Foucault, Storia della follia nell'età classica, Parte prima, Capitolo Iː «Stultifera navis»)

### Una reclusione al posto di un'altra
Foucault prende le mosse da un'analisi dei lebbrosari nel Medioevo, e di come gli affetti dalla malattia di Hansen venissero ghettizzati nella società del tempo. A detta di Matthieu Paris, vi erano almeno 19.000 lebbrosari, che diventano 2000 nel 1266. Questo induce a chiedersi che cosa fossero diventati i lebbrosari, una volta che la malattia era sparita.
A partire da tale considerazione, traccia un'idea della storia della malattia nel XV secolo, e dell'accresciuto interesse per la detenzione in Francia nel XVII secolo.
Vi è un dato: la fondazione per decreto (1656) di un hôpital général, che servirà da luogo d'internamento per folli, ma anche per poveri e criminali. Il luogo sarà al contempo foriero di repressione e di carità. Tutte queste "confusioni" sollevano dunque degli interrogativi.

### L'internamento dei folli, eretici, criminali e libertini
Ben presto viene anche fornita una risposta. Vi sono, sì, dei luoghi riservati ai soli pazzi: l'Hôtel-Dieu accoglierà solo alienati; Bethlem Royal Hospital a Londra accoglierà solo lunatici, ma nella generalità dei casi i folli, i furiosi saranno mescolati, confusi con gli altri internati, semplicemente in una sorta di prigione.
Si tratta allora di analizzare la differenza tra questi due luoghi. Quando sono internati solo folli, si tratta proprio di una volontà medica, quel che non avviene negli altri casi. C'è di più: Foucault suggerisce che il senso di confusione che ci ispira l'internamento è il riflesso di una visione inesatta; non dobbiamo pretendere di valutare l'età classica con i paradigmi buoni per la modernità. Si tratta soprattutto di comprendere, non un errore dell'età classica, ma anzi un'esperienza omogenea dell'esclusione, dei segni positivi, una coscienza positiva.
In prosieguo, l'autore osserva che gli "asili" riservati ai folli non sono nuovi nell'età classica. La novità portata da tale epoca sta proprio nella "confusione" che mescola in tali luoghi folli e non-folli, carità e repressione. In effetti, Foucault puntualizza che "ospedali per matti" esistevano rispettivamente: a Fez nel VII secolo, a Baghdad nel XII secolo, al Cairo nel secolo seguente.

### Malattia dell'anima
(Randall Collins)
Alla fine, la follia sarà riconosciuta quale malattia dell'anima, e con Sigmund Freud quale malattia mentale.
Foucault dedica speciale attenzione al modo in cui lo status di folle evolve dalla figura accettata — se non addirittura "riconosciuta" — nell'ordine sociale, alla figura dell'escluso, malato da rinserrare tra quattro muri.
L'autore studia le diverse maniere e i differenti tentativi di trattamento dei folli, e segnatamente le opere di Philippe Pinel e Samuel Tuke. Foucault è netto nel classificare i trattamenti suggeriti dai due pensatori come non meno autoritari di quelli caldeggiati dai loro predecessori. Il ricovero ed i metodi descritti da Tuke si risolvono essenzialmente nel castigo dei folli, perché imparino a comportarsi normalmente: sono costretti effettivamente a comportarsi in modo perfettamente sottomesso e conforme alle regole accettate. Analogamente, il trattamento spiegato da Pinel sembra una versione puramente estesa della terapia dell'avversione, compresi trattamenti quali docce gelate e camicie di forza. Foucault ravvisa in tali metodi una mera brutalizzazione reiterata del paziente, in cui si rievoca la struttura del giudizio e della punizione.

## Sommario
- Parte prima
  - I. Stultifera navis[5]
  - II. Il grande internamento
  - III. Il mondo correzionario
  - IV. Esperienze della follia
  - V. Gli insensati
- Parte seconda
  - Introduzione
  - I. Il folle nel giardino delle specie
  - II. La trascendenza del delirio
  - III. Aspetti della follia
    - Il gruppo della demenza
    - Mania e malinconia
    - Isteria e ipocondria

  - IV. Medici e malati
- Parte terza
  - Introduzione
  - I. La grande paura
  - II. La nuova separazione
  - III. Del buon uso della libertà
    - Forme di liberazione / Strutture di protezione

  - IV. Nascita del manicomio
  - V. Il cerchio antropologico

## Edizioni italiane
- Storia della follia nell'età classica, traduzione di Franco Ferrucci, Prefazione e Appendici tradotte da Emilio Renzi e Vittore Vezzoli, Collana Storica, Milano, Rizzoli, ottobre 1963.
- Storia della follia nell'età classica, con l'aggiunta di La follia, l'assenza di opera (La folie, l'absence œuvre) e Il mio corpo, questo foglio, questo fuoco (Mon corps, ce papier, ce feu), traduzione di F. Ferrucci, Prefazioni e Appendici trad. da E. Renzi e V. Vezzoli, nuova ed. accresciuta, Collana BUR Storia, Milano, Rizzoli, ottobre 1976. - Collana BUR SuperSaggi, BUR, gennaio 1992.
- Storia della follia nell'età classica, edizione riveduta e aggiornata, Collana Storica, Milano, Rizzoli, ottobre 1980.
- Storia della follia nell'età classica, nuova edizione ampliata a cura di Mario Galzigna, con la collaborazione di Beatrici Catini, per il capitolo I della parte II trad. di Deborah Borca, Collana BUR Alta fedeltà, Milano, Rizzoli, settembre 2011, ISBN 978-88-170-4662-6. [contiene la Prefazione del 1961 e altri brani espunti dalle precedenti edizioni italiane] - Collana BUR I Pilastri, Milano, Rizzoli, gennaio 2025, ISBN 978-88-171-9237-8.